# Pseudodiaptomus wrighti
Pseudodiaptomus wrighti är en kräftdjursart som beskrevs av Johnson 1964. Pseudodiaptomus wrighti ingår i släktet Pseudodiaptomus och familjen Pseudodiaptomidae. Inga underarter finns listade i Catalogue of Life.